# Zelenai István
Zelenai István (Pilisvörösvár, 1938 –) nyugalmazott bányagazdasági üzemmérnök, helytörténeti kutató. 2024-ben Pilisvörösvár Város Díszpolgára címet kapott, a helyi bányászhagyományok feltárása és megőrzése terén végzett példaértékű munkájáért.
Zelenai István 1938-ban született Pilisvörösváron, tősgyökeres sváb bányászcsaládban. Gyermekkorában csak németül beszélt, magyarul ötéves kora után tanult meg. Általános iskoláit szülőfalujában végezte, majd 1952 és 1956 között a tatabányai bányaipari technikumban tanult, ahol föld alatti munkákban is részt vett.
Pályáját 1956-ban kezdte a Pilisi Szénbányaüzemnél, ahol többek közt föld alatti termelésirányítóként, segédaknászként, műszakvezetőként és főaknászként dolgozott. A Miskolci Nehézipari Műszaki Egyetem levelező tagozatán szerzett bányagazdasági üzemmérnöki képesítést. 1966-tól 1976-ig az Országos Bányaműszaki Főfelügyelőség dorogi kirendeltségén dolgozott műszaki felügyelőként.
1976 és 1980 között a Dorogi Szénbányák Vállalat Ruhr-vidéki (NSZK) bányaépítési kirendeltségének műszaki és vezetői feladatait látta el. 1980-tól 1990-es nyugdíjazásáig a Dorogi Szénbányák Lencsehegy II. beruházásainak és a Kutatási és Bányaépítési Üzem műszaki ügyeinek irányításában vett részt.
38 éves bányászati szolgálata alatt több alkalommal részesült állami elismerésben: a Bányász Szolgálati Érdemérem bronz, ezüst, arany és gyémánt fokozatát is megkapta, valamint Bányamentő Szolgálati Érdeméremmel is kitüntették 25 év szolgálat után.
Nyugdíjas éveiben Zelenai István figyelmét a pilisi bányászat múltjának feltárására és emlékeinek megőrzésére fordította. Felkereste az egykori bányászokat, családtagjaikat, tárgyi emlékeket, dokumentumokat, fényképeket gyűjtött. Hozzájárult számos emlékhely létrehozásához Pilisvörösváron:
- 2008: a bányászsztrájk 80. évfordulójára szervezett ünnepség; ekkor nyílt meg a Bányász emlékszoba
- 2010: közreműködött a Bányász emlékpark létrehozásában
- 2011: saját tervei alapján készült el a Bányacsille emlékmű
- 2019: kegyeleti emlékhely létesült a vörösvári bányászmártírok tiszteletére
- 2022: felavatták a Bányászmártírok emlékművét, mellyel teljessé vált az emlékműegyüttes

Több évtizedes gyűjtő- és kutatómunkája eredményeként 2022 októberében jelent meg „A Pilisi-medence bányászatának története” című kötete, mely 340 oldalon, gazdag képanyaggal és dokumentációval dolgozza fel a térség bányászatának múltját. A kötet megjelenését Pilisvörösvár városvezetése is támogatta.
2024-ben Pilisvörösvár Város Díszpolgára címet vehetett át „kiemelkedő honismereti és helytörténeti tevékenysége, a bányász hagyományok megőrzésében, valamint a bányászélet erkölcsi és szellemi értékeinek átörökítése terén végzett példaértékű munkája elismeréseként”.
- Zelenai István: „A Pilisi-medence bányászatának története”. Pilisvörösvár Város Önkormányzata, Pilisvörösvár, 2022.
- Zelenai István (2024). Pilisvörösvár Város hivatalos honlapja.
- Könyvbemutató a Lipót aknák alapító dokumentumának átadásával. 2022. november 4.
- Kókai Márton: Emléket állítani a pilisi bányászatnak. Vörösvári Újság, 2024. október.

## További ajánlott cikkek
- Fogarasy Attila: Szerencse fel! Glück auf! Az 1928-29-es pilisvörösvári bányászsztrájkra emlékezünk Vörösvári Újság, 2008. december, 18–19. oldal
- Bányászat-projekt a Vásár téri iskolában Vörösvári Újság, 2012. december, 22. oldal
- A bányász emlékszoba. Vörösvári Újság, 2020 szeptember, 19. oldal